# Котрчина Лучка
Котрчина Лучка (слч. Kotrčiná Lúčka) насељено је мјесто са административним статусом сеоске општине (слч. obec) у округу Жилина, у Жилинском крају, Словачка Република.

## Становништво
| Година:    | 1994. | 2004.   | 2014.   | 2024.    |
| ---------- | ----- | ------- | ------- | -------- |
| Број људи: | 383   | 404     | 444     | 695      |
| Разлика:   |       | +5,48 % | +9,90 % | +56,53 % |

| Година:    | 2023. | 2024.   |
| ---------- | ----- | ------- |
| Број људи: | 676   | 695     |
| Разлика:   |       | +2,81 % |

Према подацима о броју становника из 2024. године насеље је имало 695 становника.